# Cegedim
 (août 2024).
 (juin 2013).
Si vous disposez d'ouvrages ou d'articles de référence ou si vous connaissez des sites web de qualité traitant du thème abordé ici, merci de compléter l'article en donnant les références utiles à sa vérifiabilité et en les liant à la section « Notes et références ».
Cegedim est une entreprise développant et commercialisant des bases de données et des logiciels dans le domaine de la santé. Elle est cotée à la bourse de Paris.

## Histoire
CEGEDIM (CEntre de GEstion, de Documentation, d’Informatique et de Marketing) a été créé en 1969 par Jean-Claude Labrune pour un groupe de laboratoires pharmaceutiques. En 1979, Cegedim lance ses activités de gestion de la relation client en France.
En 2005, un tiers du chiffre d'affaires de l'entreprise provient de l’international. En 2007, Cegedim acquiert son concurrent américain Dendrite, et constitue sa nouvelle unité Cegedim-Dendrite.
En décembre 2009, Cegedim effectue une augmentation de capital de 180,5 M€. Cette opération lui permet de disposer de moyens importants pour entreprendre une série d’acquisitions de taille moyenne. 
En juin 2014 la société IMS Health fait une proposition de rachat pour 50 % des activités de Cegedim, soit toute la division « CRM et données stratégiques » et les services informatiques, pour un montant de 385 M€. La transaction a été réalisée le 1er avril 2015.
En novembre 2016, Cegedim annonce l'acquisition de Futuramedia Group, leader français de l'affichage digital en pharmacie.
En janvier 2021, Maiia, une startup filiale du groupe, fait partie des trois entreprises choisies par le ministère de la santé français pour gérer les rendez-vous médicaux en ligne et les téléconsultations lors du lancement de la campagne de vaccination contre la Covid-19, après que celle-ci a connu un boom en février 2020, juste avant le confinement dû à la pandémie.
En 2023, l'entreprise est touchée par l'attaque du groupe de hackers Clop sur le logiciel de transfert MOVEit.
En septembre 2024 Cegedim fait l'objet d'une amende de 800 000 € de la part de la CNIL pour avoir traité  des données de santé non anonymes sans autorisation.

## Métiers
- des opérations de promotion médicale avec des solutions d'optimisation des points de vente, de promotion numérique, de statistiques de vente, d’information, de formation et de management à distance destinées à l'industrie pharmaceutique,
- l'édition et l'hébergement de logiciels de gestion de cabinet médical et de Pharmacie d'officine,
- l'édition et l'hébergement de logiciels de gestion de compagnie d'assurance et de mutuelle de santé,
- la gestion des flux financiers pour les professionnels de santé et les tiers payeurs.

### Industrie pharmaceutique
La majorité de ces activités a été revendue à IMS Health le 1er avril 2015.
L'entreprise est présente dans 80 pays et réalise la moitié du CA hors de France.
Concurrence : 	
- gestion de la relation client : Oracle (Siebel), Salesforce.com, Microsoft, SAP, Update[15] et éditeurs locaux ;
- données stratégiques : IMS Health, Taylor Nelson Sofres, GfK, Synovate[16], SDI Health[17] et acteurs locaux.

### Professionnels de santé
Dans le monde de l'informatique médicale les outils mis à disposition des médecins pour la réalisation de leur activité professionnelle peuvent être définis comme : Logiciels de Gestion de Cabinet (LGC) et Logiciels d'Aide à la Prescription (LAP). Dans le cas des pharmaciens, on parlera de Logiciel de Gestion de l'Officine (LGO). Au sein du groupe Cegedim, c'est Smart Rx qui propose aux pharmaciens d'officine cette offre de LGO, pour les accompagner dans la prise en charge de leurs patients.
En 2014, en France, Cegedim Logiciels Médicaux est classé second derrière CompuGroup Medical sur le marché des logiciels pour les médecins. 
Des services sur ces différents types de logiciel sont proposés par Cegedim dans plusieurs pays. Au Royaume-Uni, Cegedim intervient sur le marché des logiciels pour les médecins, marché fortement subventionné par le gouvernement britannique. L'entreprise y a pour concurrents EMIS et iSoft.

### Assurances et flux de santé
L'entreprise édite des logiciels destinés aux assurances et mutuelles de santé et s'occupe de la gestion des flux d’informations entre professionnels de santé (gestion du tiers payant — régime privé —, échange de données informatisé, etc.).[réf. souhaitée]

### Technologies et services
L'entreprise effectue aussi du marketing direct (depuis 1974) fondé sur les bases de données CEGEDIM (gestion d’échantillons médicaux, gestion d’abonnements, bases de données entreprises, etc.) et commercialise des services Internet et d'hébergement agréé de données de santé à caractère personnel. Depuis 2001, elle propose des locations financières.